# 칠장
칠장(漆匠)이란 옻나무에서 나오는 수액(樹液)을 추출하여 목공예의 마무리 공정으로 칠(옻칠)을 하는 장인을 말한다. 2001년 3월 12일 국가무형문화재 제113호로 지정되었다.

## 개요
칠장은 칠기를 만드는 기술과 그 기능을 가진 사람을 말하며, 칠기란 목기에 옻나무에서 채취한 나무액을 칠한 용기를 말한다.
칠기를 만드는 것은 옻칠을 하는 것인데, 옻칠의 종류에는 생칠, 정제생칠, 정제칠이 있다. 생칠은 전통적인 방법으로 옻나무에서 채취한 그대로의 상태를 사용한다. 정제생칠은 생칠에 들어 있는 이물질을 제거한 칠로 약재나 용기에 바르는데 사용한다. 정제칠은 공예, 공산품에 바르기 위하여 각종 색상으로 만든 칠을 말한다.
옻칠의 성분에는 고무질이 있어 방수에 효과가 있으며, 썩지 않는 효과도 있어 예전에는 장례용 관에 거의 옻칠을 했다. 옻칠은 오래될수록 단단해지고 습기, 벌레를 방지하는 효과도 있다. 과거에 팔만대장경이 오랫동안 보존될 수 있었던 데에는 여러 이유가 있지만 그 중에서도 옻칠이 큰 역할을 하였다고 한다.
칠장은 여러 가지 효과와 은은한 멋을 느낄수 있는 전통공예기술로서 신중현씨가 기능보유자로 인정되어 그 맥을 이어가고 있다. 서울시무형문화재 제1호 칠장은 생옻칠 외에도 옻칠, 황칠, 채화칠, 남태칠 등 4개 종목이 추가로 지정되어 있다. 보유자는 손대현(옻칠), 홍동화(황칠), 김환경(채화칠), 정병호(정병호)이다.

## 참고 문헌
- 칠장 - 국가유산청 국가유산포털